# Liste der Biografien/Barj
Liste der Biografien |
Portal Biografien |
Personensuche
# |
A |
B |
C |
D |
E |
F |
G |
H |
I |
J |
K |
L |
M |
N |
O |
P |
Q |
R |
S |
T |
U |
V |
W |
X |
Y |
Z |
?
 
Ba |
Be |
Bd |
Bg |
Bh |
Bi |
Bj |
Bl |
Bm |
Bn |
Bo |
Br |
Bs |
Bu |
Bw |
By |
Bz
 
Baa |
Bab |
Bac |
Bad |
Bae |
Baf |
Bag |
Bah |
Bai |
Baj |
Bak |
Bal |
Bam |
Ban |
Bao |
Bap |
Baq |
Bar |
Bas |
Bat |
Bau |
Bav |
Baw |
Bax–Baz
 
Bara |
Barb |
Barc |
Bard |
Bare |
Barf |
Barg |
Barh |
Bari |
Barj |
Bark |
Barl |
Barm |
Barn |
Baro |
Barp |
Barq |
Barr |
Bars |
Bart |
Baru |
Barv |
Barw |
Bary |
Barz
Die Liste der Biografien führt alle Personen auf, die in der deutschsprachigen Wikipedia einen Artikel haben. Dieses ist eine Teilliste mit 17 Einträgen von Personen, deren Namen mit den Buchstaben „Barj“ beginnt.

## Barj

### Barja
- Barja, César (1890–1951), US-amerikanischer Romanist und Hispanist spanischer Herkunft
- Barjac, Sophie (* 1957), französische Schauspielerin
- Barjachtar, Wiktor (1930–2020), ukrainischer Festkörperphysiker
- Barjakow, Iwan (* 1983), bulgarischer Skilangläufer
- Barjaktarević, Goran (* 1969), jugoslawisch-deutscher Fußballspieler und -trainer
- Barjaktarović, Sonja (* 1986), montenegrinische Handballspielerin
- Barjamaj, Mario (* 1998), albanischer Fußballspieler
- Barjatinskaja, Maria (1792–1858), deutsch-russische Adelige, Philanthropin und Mäzenatin
- Barjatinski, Alexander Iwanowitsch (1815–1879), russischer Feldmarschall
- Barjatinski, Iwan Iwanowitsch (1772–1825), russischer Adliger, Diplomat und Agronom
- Barjatinski, Iwan Sergejewitsch (1738–1811), russischer Diplomat
- Barjatya, Sooraj R. (* 1965), indischer Regisseur der Hindi-Filmindustrie
- Barjavel, René (1911–1985), französischer Science-Fiction-Schriftsteller

### Barjo
- Barjola, Juan (1919–2004), spanischer Maler
- Barjonas, Jamie (* 1999), schottischer Fußballspieler
- Barjot, Frigide (* 1962), französische Komikerin und Kolumnistin

### Barju
- Barjuan, Sergi (* 1971), spanischer Fußballspieler und FußballtrainerSergi Barjuan (* 1971)

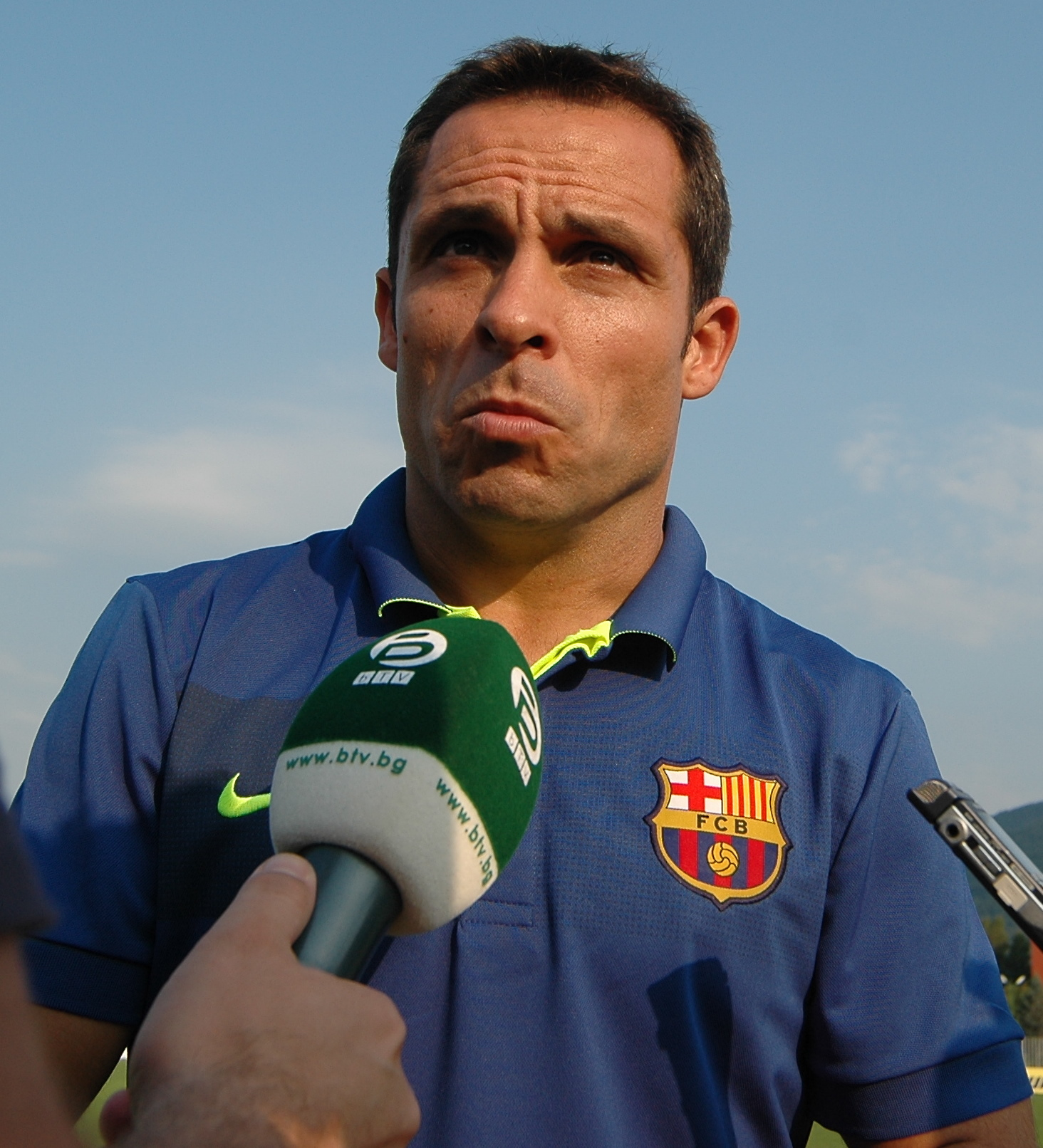
Sergi Barjuan (* 1971)